# 風にきえないで
「風にきえないで」（かぜにきえないで）は、日本のロックバンド、L'Arc〜en〜Cielの4作目のシングル。1996年7月8日発売。発売元はKi/oon Sony Records。

## 概要
前作「夏の憂鬱 [time to say good-bye]」以来約10ヶ月ぶりとなる1996年第1弾シングル。
本作の表題曲「風にきえないで」は、1996年2月に行った各メンバーがデモを披露する曲出し会において、tetsuyaが提出したデモを基に制作された。この曲出し会は、アルバムに先駆けて発売する一作目のシングル表題曲を決めるもので、この曲以外に「Lies and Truth」や「the Fourth Avenue Café」が提出されていたが、夏に発表するシングルとして「風にきえないで」が表題曲に決定している。なお、本作の収録曲は、1996年4月3日から同年5月29日にかけて開催したライヴツアー「Kiss me deadly heavenly '96」の一部公演で先行披露されている。この曲は、本作以降にtetsuyaが作曲したL'Arc〜en〜Cielの楽曲に通ずる、疾走感溢れるポップでメロディアスなロックナンバーとなっている。なお、この曲のデモ制作において作曲者のtetsuyaは、オケに加え歌のメロディも制作している。これまでのL'Arc〜en〜Cielの楽曲制作では、コード進行やオケを作った者を作曲クレジットするという慣例になっており、歌メロはボーカリストであるhydeがほぼすべて手掛けていた。こういった制作手法をtetsuyaは「昔のヘヴィメタルバンドにありがちな作り方」と表現している。そのためこの曲が、hyde以外のメンバーが歌メロを手掛けたバンド初のシングル表題曲となっている。この新たな制作手法で、1996年12月に発表したアルバム『True』に収録された楽曲の多くが手掛けられており、このアルバム以降の作品では基本的に作曲者が歌メロまで制作する決まりになったという。余談だが、2021年に受けたインタビューにおいてtetsuyaは「バンド30年の歴史の中でのターニングポイントとなった曲」としてこの曲をあげている。tetsuyaは同インタビューで「この曲がヒットしたとは思ってないんですけど、なんというか"風にきえないで"から、曲の作り方がちょっと変わったかなって感じがするんですよね。"風にきえないで"からアレンジをしっかり決めていくようになりました。それまでよちよち歩きだったバンドが、そこで初めて立ち上がったというか、今のL'Arc〜en〜Cielの原型が作られた印象ですね、個人的には」と語っている。（詳細は楽曲解説の項目を参照）
また、カップリング曲には、新曲として「I'm so happy」が収められている。この曲はカップリング曲という位置付けでありながらリスナーからの人気が高く、2006年にバンド結成15周年を記念し行ったライヴ「15th L'Anniversary Live」の開催前に、公式サイトで実施した「演奏曲目リクエスト投票」で5位にランクインしている。ただ、投票が行われた結成15周年ライヴでこの曲は演奏されず、約5年後の2011年1月1日に開催したバンド結成20周年の幕開けとなるライヴ「20th L'Anniversary Starting Live "L'A HAPPY NEW YEAR!"」で、ライヴ「1997 REINCARNATION」以来約13年ぶりに演奏されている。ちなみに、メンバーであるsakuraもこの曲を気に入っており、本作発売当時のインタビューで「この曲のすべてが好き。各メンバーのプレイもすべて」とコメントしている。余談だが、2012年5月29日に放送されたテレビ朝日系番組『musicる TV』における「3曲で通になれる」というコーナーでL'Arc〜en〜Cielが取りあげられた際、司会のヒャダインは"オススメ曲3つ"のうちの1位として「I'm so happy」をあげている。また、「I'm so happy」は、2014年11月8日に行われた音楽雑誌『音楽と人』主催イベント「TOKYO ACOUSTIC SESSION」おいて、小林祐介（THE NOVEMBERS）と波多野裕文（People In The Box）によりカバーされている。
なお、本作に収録された楽曲はhydeがこれまでに手掛けてきたリリックと比べ、比較的にポジティブな歌詞が綴られている。これはhydeの作詞作業に対する姿勢の変化が大きく影響しており、hydeは「アルバム『heavenly』の頃とか、詞を書いててつらかったんですよ。もう、吐きそうな気分で書いてたり。そういうのが嫌になったし、なんかスッキリしないなって思って。もちろんこれまでの詞を否定するつもりもないし、ウソついてたつもりもないけど、今、僕が書きたいのはこういう前向きの詞なんです」と本作発売時に受けた音楽雑誌のインタビューで語っている。そのためhydeは、本作を「自分の殻を壊した詞を作りたいなと思ってて、その第1弾がこの作品」「僕にとっては愛にあふれた作品」と表現している。特に、カップリングとして収録した「I'm so happy」について、hydeは「今まで書いた詩の中では、一番前向きな気持ちの詩」と本作発売当時に語っている。

## リリース

### リリース形態
本作は、通常盤（CD）の1形態でリリースされている。ちなみにフィジカルは、当時8cmシングルとして発表されていたが、2006年のシングル14作品再発企画において12cmシングルで再発売されている。

### チャート
発売初週となる1996年7月22日付のオリコン週間シングルチャートでは週間4位を記録し、L'Arc〜en〜Cielとして初となる週間シングルチャートTOP10入りを果たしている。ちなみにL'Arc〜en〜Cielは、再発作品を除き、本作から最新シングルに至るまでオリコン週間シングルチャート連続TOP10入りを継続している。

## ミュージックビデオ
表題曲「風にきえないで」のミュージック・ビデオは、栗田裕介がディレクターを務めた作品となっている。映像は"部屋の中で楽器を弾くメンバー"と"、開放感のある外の世界でバンド演奏するメンバー"が対比的に映し出されており、部屋の中にいるhydeは珍しく眼鏡をかけた姿を披露している。また、映像の中で使われているkenのギターやtetsuyaのベースは、部屋の中と外で別のモデルとなっている。
このミュージック・ビデオは、2003年3月19日に発表したベストアルバム『The Best of L'Arc〜en〜Ciel 1994-1998』の初回限定盤特典DVDに初収録されている。また、2007年2月14日に発表したクリップ集『CHRONICLE 0 -ZERO-』にもこの映像が収録されている。そして、2019年12月11日には公式YouTubeアーティストチャンネルにおいて、YouTube Music Premium限定で映像の有料公開が開始されている。前述のYouTubeチャンネルでの有料公開開始から約2年4ヶ月後となる2022年4月8日からは、同サイトで映像の無料公開が開始されている。

## 収録曲
| #         | タイトル                               | 作詞      | 作曲      | 編曲                             | 時間  |
| --------- | -------------------------------------- | --------- | --------- | -------------------------------- | ----- |
| 1.        | 「風にきえないで」                     | hyde      | tetsu     | L'Arc〜en〜Ciel, Masahide Sakuma | 4:39  |
| 2.        | 「I'm so happy」                       | hyde      | hyde      | L'Arc〜en〜Ciel, Masahide Sakuma | 4:45  |
| 3.        | 「風にきえないで (Voiceless Version)」 |           | tetsu     | L'Arc〜en〜Ciel, Masahide Sakuma | 4:38  |
| 合計時間: | 合計時間:                              | 合計時間: | 合計時間: | 合計時間:                        | 14:02 |

## 楽曲解説
1. 風にきえないで
  - 作詞: hyde / 作曲: tetsu / 編曲: L'Arc〜en〜Ciel & Masahide Sakuma

疾走感溢れるポップでメロディアスなロックナンバー。作曲を担当したtetsuya曰く「幸せなんだけど、少し卑屈になってるイメージ[9]」で制作したという。また、tetsuyaはデモ制作について「なぜかわかんないけど、バレンタインの夜にフッとメロディが浮かんで、Aメロ、Bメロまで一気に出来たんです。サビの部分は最終的な形になるまで難産だったんですけど[9]」と述べている。ちなみに、メロディができた日となるバレンタインデーの日中に、tetsuyaは友人と買い物に出かけていたというが、その際に憂鬱な気分になるハプニングがあったという[11]。この憂鬱な出来事を踏まえ、バレンタインデーの夜中に出来たこの曲の原型に「バレンタインの憂鬱」という仮タイトルを名付けたと本作発売当時に語っている[11]。
また、当時のL'Arc〜en〜Cielの楽曲制作では、作曲者はオケだけを作り、歌のメロディはボーカリストであるhydeが制作することが慣例になっていたが[3]、この曲では作曲者のtetsuyaがオケに加え歌メロも制作している[3]。さらに、この曲でtetsuyaは、音源としては初めて単独でコーラスを担当している[9]。
また、この曲のギターアプローチについて、kenは「今回は、『heavenly』でギターをなるべく重ねないようにしようって思っていたのを取っ払って。重ねたいと思ったら躊躇なく重ねようという感じで、ギターを入れた[12]」「『heavenly』作って1年たってるから、変わってきたのかなって。曲の流れができてきて、それを聴いて頭の中で何が鳴るかなって組み立てていった[12]」と述べており、多重に録音したギターのアンサンブルが印象的なアレンジが施されている。なお、この曲のプロデュースおよびアレンジ作業には佐久間正英（ex.四人囃子、ex.プラスチックス）が参加している。佐久間とのアレンジ作業について、kenは「意外と物静かな方でしたね。聞けば答えてくれるという感じで。あんまり自分のヴィジョンを押し付けるということもなく、バンドのヴィジョンを生かそうとしてくれる人でした[13]」と述べている。ちなみに、この曲のギターのレコーディングで使用したアンプは、ken曰く佐久間から借りたものだったという[12]。
歌詞は従来通りhydeが手掛けており、"自分の想いを守るために他のことを犠牲にしようとする自分"と、"それを拒もうとする自分"が同時に映し出されたような世界観が綴られている[14]。そのため、自分ともう一人の自分で自問自答を繰り返すようなリリックになっている。この曲の歌詞について、hydeは「仕事よりも愛を取るよと匂わせてる詩なんです。でも、愛と言っても、恋人と限定しません。それは母親でもいいし。誰しも大切な人を守るためだったら、状況をぶち壊してもいいかなと思う一瞬ってあると思うんです。実際、誰もいないかもしれないけど、そういう気持ちを匂わせたかった。だからパッと見は幸せそうだけど、でもふだん誰もが持ってる悪魔的な部分を、スパイスとして出してる詩にはなってます[10][14]」と語っている。ちなみに、歌詞の中には＜もう一人の僕が ドアをノックしつづけている＞というフレーズが登場するが、この"もう一人の僕"について、hydeは「今の僕のことです[14]」と本作発売当時のインタビューで語っている。
余談だが、この曲は1998年に開催したライヴツアー「Tour '98 ハートに火をつけろ!」の後、長きにわたりライヴで演奏されていなかったが、2020年に開催したライヴツアー「ARENA TOUR MMXX」において約22年ぶりに披露されている。
4thアルバム『True』にはアルバムバージョンとなる「"True" Mix」としてこの曲を収録している。アルバムに収録されたバージョンでは、シングルバージョンを手掛けたレコーディング・エンジニアとは異なるエンジニアを起用している[15]。このアルバムミックスについてtetsuyaは「僕、（アルバムバージョンを手掛けた）このエンジニアの人の低音の感じとか好きで。すごく響くんですよね。だから、そういうところをこの曲でも出してくれたらなと思ってたんですけど、すごくよく出してくれて。シングルとはまた違ったよさを引き出してくれてるんじゃないかと思います[15]」と語っている。また、このアルバムミックスではミックス変更以外に、イントロのギターをカットし、一部ギターのリテイクも行っている。ちなみに、本作に収録されたシングルバージョンは、2003年に発表したベストアルバム『The Best of L'Arc〜en〜Ciel 1994-1998』に初収録されている。
2. I'm so happy
  - 作詞・作曲: hyde / 編曲: L'Arc〜en〜Ciel & Masahide Sakuma

ポップなメロディと憂いがかったサウンドが印象的な、ブリットポップの雰囲気を感じる楽曲[16]。作詞・作曲を手掛けたhyde曰く「正月に実家に帰って、地元の街をウロウロしてたら降りてきた曲[9]」だといい、曲が思いついたときに傍にあった公衆電話から自宅の留守番電話にかけ、鼻唄で録音しておいたものを曲の原型にしたという[9]。ちなみに、制作したデモ音源がレディオヘッドの楽曲「キラー・カーズ」に似ていたことから、仮タイトルを「らぢおへっど」と名付けていたという。
サイケデリックなサウンドが印象的なギタープレイとなっているが、kenは「アレンジしている時に、これは絶対トレモロを入れたいというところがあった[13]」「サイケって何かわかんないけど、グッチョリした感じにしたかったですね。これまでとは違うタイプの曲だと思うし、俺の中でも新しい試みでしたよ。コードをガツンと弾くのも、これまであんまりなかったし[13]」と自身のアプローチについて述べている。ちなみに、音源のギターはすべてkenが弾いているが、ライヴでこの曲を披露する際はhydeもギターを担当している。また、この頃のtetsuyaのベースプレイでは珍しく、かなり歪ませたサウンドが採り入れられている[17]。なお、この曲のプロデュースおよびアレンジ作業には、表題曲と同様に、佐久間正英（ex.四人囃子、ex.プラスチックス）が参加している。
歌詞は、ヘヴィーで内省的な詩の裏に、前向きな想いが隠されているリリックとなっている。歌詞について、hydeは「パッと見はきつい言葉ばかり書いてるし、ダークな詩だと思うんですけど。僕は今まで書いた詩の中では、一番前向きな気持ちの詩だと思ってる[10]」と本作発売当時のインタビューで語っている。また、歌詞には＜I love you＞という、ストレートな愛情表現を綴ったフレーズが何度も登場しており、曲中でhydeはそのフレーズを荒々しく歌唱している。このフレーズについて、hydeは「（＜I love you＞は）"こう歌いたい"って自然と出てきたんです。詩が浮かんできた時点でライヴで歌う姿が想像できたし、自分でも感動できるんじゃないかなとも思えましたね[10]」と語っている。
さらに、この曲はsakuraにとって非常に思い入れのある楽曲となっており、本作発売当時のインタビューにおいてsakuraは「この曲のすべてが好き。各メンバーのプレイもすべて。hydeの書く詩って、俺は好きだけど、「I'm so happy」は、今までの詩の中ではいちばん好き。だって珍しくツアーで"コーラスさせろ"って立候補したもの[6]」「俺にとっては、いちばんリアルな歌だった[6]」と絶賛している。
ちなみに、本作発売の2日前となる1996年7月6日にテレビ神奈川で放送された特別番組『L'Arc〜en〜Ciel 〜風にきえないで〜 七夕スペシャル』に出演した際、この曲のアコースティックバージョンが生演奏されている。この番組で披露したアコースティックバージョンでは、hydeがタンバリン、他のメンバーはアコースティックギターを演奏している。また、このバージョンでhydeは、歌詞の＜涙 濡れた 瞳＞というフレーズを＜涙 枯れた 瞳＞に変更し歌唱している。
余談だが、本作発売から約8年後の2004年3月14日には、hydeがソロ名義で開催したライヴツアー「2004 FIRST TOUR 666」のZepp Sendai公演において、hydeがゲストドラマーとしてsakuraを招き、この曲をセルフカバーしている。また、2006年12月25日に行われた所属事務所主催のライヴイベント「天嘉 伍 -DANGER Ⅴ-」では、hydeとsakuraと事務所のミュージシャンでこの曲を披露している。さらに2024年には、tetsuyaが企画したL'Arc〜en〜Cielのトリビュートバンド、Like〜an〜Angel主催のライヴで、tetsuyaとsakuraがこの曲を演奏している[18]。
2011年にはhydeプロデュースのもとで再びこの曲をアコースティックにリアレンジし、38thシングル「X X X」に「I'm so happy -L'Acoustic Version-」として収録している。このアコースティックバージョンでは、アレンジと歌詞を合わせるため[19]、オリジナルから一部歌詞が変更され、ボーカルの録り直しが行われている[19]。歌詞を変えた経緯について、hydeは「歌うときに少々メロディが変わるような歌い方をしたかったんです。フェイクがガンガン入るような。でも歌詞が決まっててもう何回も歌ってる曲って自分の中でメロディがロックされてて、すごく崩しにくいんですね。だったら一回、歌詞を失くして、ラララから歌ったほうがフェイクは入れやすい。それで一度自由に歌って、その後にもう一回歌詞をもってきたら、どうしても合わないところがあったので、じゃあ今の解釈で変えてみようって。当時は照れたり表現の方法を知らなくてできなかったことを今の俺がやるとどうなるのかなって気持ちも込めつつ、当時のわかりにくかったところをわかりやすくするのもアリだろうと[19]」と語っている。また、このバージョンのドラム録りではyukihiroがスティックの代わりにブラシを使っている[20]。

## タイアップ
風にきえないで
- フジテレビ系番組『猛烈アジア太郎』エンディングテーマ
- 日本テレビ系番組『ミュージックパーク』エンディングテーマ

## 参加ミュージシャン
- hyde：Vocal
- ken：Guitars
- tetsu：Bass
- sakura：Drums
- 風にきえないで
  - tetsu：Falsetto Chorus
  - 佐久間正英：Other Instruments

## 収録アルバム
オリジナルアルバム
- 『True』 (#1、アルバムバージョン)

ベストアルバム
- 『The Best of L'Arc〜en〜Ciel 1994-1998』 (#1)
- 『The Best of L'Arc〜en〜Ciel c/w』 (#2)
- 『QUADRINITY 〜MEMBER'S BEST SELECTIONS〜』 (#2)
- 『TWENITY 1991-1996』 (#2)